# Ralph Benatar
Ralph Benatar (Elisabethstad, 29 april 1941) is een Belgisch saxofonist, componist en muziekproducent.
Benatar, die geboren werd als Joseph Avion, groeide op in Belgisch-Congo. Hij begon mede onder invloed van Little Richard piano te spelen. In aanvulling daarop begon hij ook op andere muziekinstrumenten te spelen, waaronder de saxofoon. Hij kon geen voldoende opleiding in muziek krijgen en vertrok in 1960 naar België. Hij speelde vervolgens in een aantal bandjes met zijn net verworven vriend Garcia Morales. In 1966 formeerden zij de J.J.Band, die samen met het duo Jess & James (de Portugese broers Fernando en Antonio Lameirinhos) en onder leiding van muziekproducent Roland Kluger succes had met Move. In 1970 volgde een eerste studioalbum via RKM (Roland Kluger Music) en later nog een via Columbia Records, beide getiteld J.J.Band. De band speelde soulachtige muziek. Na het eerste album werd Bruno Castelucci aangetrokken. De J.J.Band had geen succes en viel uiteen. Morales vertrok naar Duitsland.
Er brak een nieuw hoofdstuk aan. Met gitarist Leslie Kent werd Plus opgezet. De band:
- Leslie Kent – gitaar, zang
- Francis Weijer – gitaar (later bekend onder pseudoniem Francis Goya)
- Yvan de Souter – basgitaar
- Douglad Lucas – trompet (uit Chicago)
- Mike Lovell – trombone
- Ralph Benatar – saxofoon, fluit
- Bruno Castelucci – drums

Het kwam tot één album + getiteld, die mocht worden opgenomen in de Morgan Studio in Londen.
Vanaf 1972 tot 1978 was hij zelf producer, maar speelde ook bij de broer van Roland Kluger, Jean Kluger. Daaronder de single Aie a Mwana met Black Blood; het lied zou later een groot succes worden voor Bananarama. In die periode kwamen ook The Lovelets op het programma waarbij Benatar de saxofoon voor zijn rekening nam. Die scoorden drie hitjes Slow love, Kiss me mio amore en Snow for two. Er volgden ook albums zoals Sensational Sax in Love (1974), Sssax & Sssexx (1974), Music (1977), uiteindelijk ongeveer 10 titels. In die tijd volgde ook The Great Disco Bouzouki Band, die Griekse muziek speelde.
In 1978 vertrok hij naar Los Angeles in de Verenigde Staten en werkte onder meer met Billy Preston (zijn albums On the air en Pressin’ on). Aldaar trad hij ook op als producer van onder andere de discoband L.A.X.. In 1990 kwam Benatar terug naar België. In 2000 zong Christel Pagnol zijn samen met Goya gecomponeerde Pour la vie als mogelijk inzending voor het Eurovisiesongfestival, maar het haalde onvoldoende stemmen. 